# 網路挑戰
網路挑戰（Internet challenge），如名稱所示，是在網路上發起的挑戰，通常以影片呈現，在這種類型的影片中發起人會把自己的動作給記錄起來，讓觀眾看到發起人做這項動作跟著挑戰或模仿。這種類型的影片會鼓動觀眾有意或有興趣要不要去挑戰。它們在網路迷因文化中扮演著重要角色，通過此類迷因傳播了許多類型的網路挑戰。著名例子如2014年發起並熱門冰桶挑戰（Ice Bucket Challenge），2019年發起的TrashTag挑戰。
網路挑戰跟兒童和青少年間流行的大膽遊戲類似，都是賭去做平常不會做的事或任務。
網路挑戰並不是近年才有的，有些網路挑戰在網路流行之前就出現了；但這些挑戰到網路流行時才較廣為所知。
有些青少年藉此發起網路挑戰刻意引起他們的注意，讓大家看到他們以提高他們的知名度。但在網路挑戰流行的背後潛藏了許多的危險，網路挑戰會引起強烈的模仿效應，使很多人紛紛效法這項挑戰的動作和任務，但若挑戰是會引起傷亡的會對網路社群造成嚴重影響。